# Boyz n the Hood
Boyz n the Hood (Brasil: Os Donos da Rua / Portugal: A Malta do Bairro) é um filme de drama americano de 1991, dirigido por John Singleton e protagonizado por Cuba Gooding Jr., Ice Cube, Laurence Fishburne, Angela Bassett, Regina King, Nia Long e Morris Chestnut. O filme retrata a vida difícil e o cotidiano violento em South Central Los Angeles; foi filmado e lançado no verão de 1991. Foi indicado ao Academy Awards nas categorias melhor diretor e melhor roteiro original em 1992. Boyz n the Hood fez de John Singleton a pessoa mais jovem indicada para melhor diretor.

## Sinopse
Em 1984, Tre Styles (Desi Arnez Hines II), de dez anos, vive com sua mãe solteira Reva Devereaux (Angela Bassett) em Inglewood, perto do Aeroporto Internacional de Los Angeles. Depois que Tre se envolve em uma briga na escola, sua professora liga para Reva e diz que ele é inteligente, mas imaturo e desrespeitoso. Temerosa pelo futuro dele, Reva o manda para morar no bairro de Crenshaw, em South Los Angeles, com seu pai, Furious Styles (Laurence Fishburne), com o qual Reva espera que Tre aprenda lições de vida.
Em Crenshaw, Tre se reencontra com seus amigos de infância, Darrin "Doughboy" Baker, seu meio-irmão maternal Ricky e Chris, amigos em comum deles. Naquela noite, Tre ouve seu pai atirar em um invasor que tentava roubar a casa. Uma hora depois, a polícia de Los Angeles chega, mas trata Furious com desrespeito.
Sete anos mais tarde, Doughboy (agora interpretado por Ice Cube), que passou um tempo na cadeia, é liberado e agora é parte da gangue Crips, juntamente a Chris (agora interpretado por Redge Green), que está paralisado após um ferimento de bala; "Dookie" (Dedrick D. Gobert) e "Monster". Ricky (agora interpretado por Morris Chestnut), um Running Back para o time do Crenshaw High School, mora com sua mãe Brenda (Tyra Ferrell), namorada Shanice (Alysia Rogers) e o bebê deles. Enquanto isso, Tre (agora interpretado por Cuba Gooding Jr.) virou um adolescente responsável e maduro, com esperanças de entrar numa faculdade com sua namorada, Brandi (Nia Long).
Mais tarde, durante um encontro de entusiastas de corrida de rua e low riders, Ricky é provocado por Ferris (Raymond Turner), da gangue rival Bloods. Em sua defesa, Doughboy saca sua arma e a tensão aumenta. Depois que eles vão embora, Ferris atira para o ar com uma submetralhadora amedrontando todos no encontro, Tre e Ricky consegue fugir. Tre manifesta o seu desejo de deixar Los Angeles para procurar uma vida longe do crime. Os dois são parados por uma viatura e o policial é o mesmo que atendeu à ocorrência na casa de Tre sete anos atrás. O policial intimida e ameaça Tre com sua arma. Depois, Tre vai para a casa de Brandi, onde ambos fazem sexo pela primeira vez.
Na tarde seguinte, Ricky briga com Doughboy, e Brenda logo toma o lado de Ricky. Ricky e Tre vão para uma drogaria próxima enquanto o carteiro entrega uma carta com o resultado do SAT de Ricky. Ambos avistam Ferris e alguns Bloods em um carro e cortam caminho pelos becos para não os encontrarem. Depois que se separam, os Bloods encurralam Ricky em uma esquina e o matam a tiros de espingarda. Doughboy armado chega tarde demais e tem tempo apenas para levar o cadáver para casa. Tre, Doughboy e seus amigos carregam o corpo de Ricky para casa, onde Brenda e Shanice entram em desespero e culpam Doughboy pela morte de Ricky. Naquela noite, Brenda lê o SAT de Ricky e descobre que ele tirou 710, o suficiente para obter uma bolsa na Universidade do Sul da Califórnia.
Os amigos de Ricky juram vingança aos Bloods. Furious flagra Tre se preparando para pegar seu revólver, mas o convence a parar com seus planos. Contudo, Brandi e Furious pegam Tre escapando pela janela de seu quarto para se juntar a Doughboy e sua gangue. Mais tarde, a gangue dirige pela cidade a procura dos assassinos de Ricky. Tre se arrepende e pede para sair do carro e volta para casa, percebendo que seu pai estava certo. Doughboy e seus amigos de gangue encontra os Bloods em um restaurante fast food e Monster abre fogo contra eles. Doughboy vingativo desce do carro e dá os tiros de misericórdia em Ferris.
Na manhã seguinte, Doughboy visita Tre e diz entender suas motivações para ter deixado o carro na noite anterior, e também que sofrerá retaliação por executar membros dos Bloods. Ele se pergunta por que os Estados Unidos não se importam com o que acontece naquele bairro. Ele diz não ter mais irmãos, mas Tre o conforta e diz que ele ainda tem um irmão. Num epílogo, é revelado que Ricky foi enterrado e que Doughboy foi morto duas semanas mais tarde. Tre e Brandi conseguem entrar nas faculdades Morehouse e Spelman, respectivamente (ambas em Atlanta).

## Elenco
- Laurence Fishburne — Furious
- Cuba Gooding Jr. — Tré Styles
- Ice Cube — Darrin "Doughboy" Baker
- Morris Chestnut — Ricky Baker
- Regi Green — Chris
- Dedrick D. Gobert — Dooky
- Baldwin C. Sykes — Monster
- Angela Bassett — Reva Devereaux
- Tyra Ferrell — Brenda Baker
- Nia Long — Brandi
- Alysia Rogers — Shanice
- Regina King — Shalika
- Desi Arnez Hines II — Tré Styles jovem
- Baha Jackson — Darrin "Doughboy" Baker jovem
- Donovan McCrary — Ricky Baker jovem
- Kenneth A. Brown — Chris jovem

## Recepção

### Resposta da crítica
Boyz n the Hood tem recebido enorme aclamação crítica. O site Rotten Tomatoes reportou que 96% dos críticos deram ao filme uma avaliação positiva com base em 48 comentários, com uma média de 8.3/10, fazendo do filme um "Certified Fresh" no sistema de classificação do website. No Metacritic, que atribui uma classificação média ponderada de 100 para comentários de críticos, o filme recebeu uma pontuação média de 73, com base em 18 avaliações, que indica "Avaliações favoráveis".

## Impacto cultural
- Em 12 de Julho de 2011, no The Mo'Nique Show, Mo'Nique celebrou o 20º aniversário do lançamento de Boyz n the Hood com o diretor John Singleton, Cuba Gooding Jr., Yo-Yo, e Regina King.
- O rapper Game tem mencionado o filme em algumas de suas canções como "LAX Files", "Ol' English" & "Ricky".
- Ice Cube o mencionou em algumas músicas do seu álbum The Predator como "When Will They Shoot?,"
- Lupe Fiasco o mencionou em sua mixtape na faixa "Double Burger With Cheese".

## Prêmios
Academy Awards 1992
- Candidato, Melhor Diretor, John Singleton
- Candidato, Melhor Roteiro Original, John Singleton

BMI Film Music Award 1992
- Vencedor, Stanley Clarke

Image Award 1993
- Vencedor, Outstanding Motion Picture, Boyz n the Hood

MTV Movie Award 1992
- Candidato, Melhor Filme, Boyz n the Hood
- Vencedor, Melhor Diretor Estreante, John Singleton

Conselho Nacional de Preservação de Filmes, EUA 2002
- National Film Registry, Boyz n the Hood

New York Film Critics Circle Award 1991
- Vencedor, Melhor Diretor Estreante, John Singleton

Political Film Society, USA 1992
- Vencedor, PFS Award, Paz
- Candidato, PFS Award, Exposé
- Candidato, PFS Award, dos Direitos Humanos

Writers Guild of America, EUA 1992
- Candidato, WGA Award (Screen), Melhor Roteiro Escrito Diretamente para o Cinema, John Singleton

Young Artist Awards 1992
- Vencedor, Prêmio Artista Jovem

## Trilha sonora
| Ano  | Álbum                                                                             | Maiores posições nas paradas | Maiores posições nas paradas | Certificações  |
| Ano  | Álbum                                                                             | E.U.A.                       | E.U.A. R&B                   | Certificações  |
| ---- | --------------------------------------------------------------------------------- | ---------------------------- | ---------------------------- | -------------- |
| 1991 | Boyz n the Hood - Lançado: 9 de Julho de 1991 - Gravadora: Qwest/Columbia Records | 12                           | 1                            | - E.U.A.: Ouro |